# Saint-Senier-de-Beuvron
Saint-Senier-de-Beuvron település Franciaországban, Manche megyében. Lakosainak száma 329 fő (2022. január 1.). Saint-Senier-de-Beuvron Juilley, Montjoie-Saint-Martin, Saint-Aubin-de-Terregatte és Saint-James községekkel határos.

## Népesség
A település népessége az elmúlt években az alábbi módon változott:
| Lakosok száma | 430  | 352  | 334  | 293  | 328  | 360  | 368  | 346  | 336  | 329  |
|               | 1968 | 1982 | 1990 | 2006 | 2013 | 2015 | 2017 | 2019 | 2020 | 2022 |